# Smużka dońska
Smużka dońska (Sicista strandi) – gatunek ssaka z rodziny smużek (Sminthidae), występujący w Europie Wschodniej.

## Zasięg występowania
Smużka dońska występuje we wschodniej Ukrainie (obwód ługański) i południowo-zachodniej części europejskiej Rosji (regiony między Ukrainą a Wołgą na południe do północnego Kaukazu). Zachodnia granica zasięgu nie jest znana, przypuszczalnie przebiega wzdłuż rzeki Dniepr. 

## Taksonomia
Gatunek po raz pierwszy naukowo opisał w 1931 roku rosyjski zoolog Aleksandr Formozow nadając mu nazwę Sicista montana strandi. Holotyp pochodził z wsi Uczkułan, na wysokości 2100 m n.p.m., w Wielkim Kaukazie, w Karaczajo-Czerkiesji, w Rosji. 
S. strandi należy do północnej grupy gatunkowej. Jest gatunkiem siostrzanym smużki leśnej (Sicista betulina), odróżnia ją przede wszystkim kariotyp. Potrzebne są dalsze badania, aby stwierdzić, czy są to faktycznie oddzielne gatunki. Autorzy Illustrated Checklist of the Mammals of the World uznają ten takson za gatunek monotypowy.

### Etymologia
- Sicista: etymologia niejasna, J.E. Gray nie wyjaśnił znaczenia nazwy rodzajowej; Palmer sugeruje że nazwa to pochodzi od tatarskiego słowa sikistan, oznaczającego „stadną mysz”, bazując na opisie Pallasa[7]. Sam Pallas jednak wymienia nazwę tatarską dshilkis-sitskan („Dʃhilkis-Sitʃkan”), gdzie dshilkis to „stadny, żyjący w stadzie, gromadny” (łac. gregalis), natomiast sitskan to „mysz” (łac. mus, muris)[8], por. w jedenastowiecznym słowniku Mahmuda z Kaszgaru:  yılkı „stado” i sıçgan „mysz”[9].
- strandi: prof. dr. Embrik Strand (1879–1947), norweski entomolog i arachnolog[10].

## Morfologia
Długość ciała (bez ogona) 65,6–77 mm, długość ogona 85–101,2 mm, długość ucha 9–14 mm, długość tylnej stopy 16–19 mm; masa ciała 9,5–13,2 g. 

## Biologia
Gryzoń ten zamieszkuje tereny zalewowe w południowej części strefy lasów, zamieszkuje stepy i lasostepy w obszarach górskich. Występuje do wysokości 2100 m n.p.m. Smużka dońska prowadzi naziemny, samotny tryb życia. Żywi się nasionami, jagodami i owadami. Zimą hibernuje, rozmnaża się raz w roku po przebudzeniu ze snu zimowego.

## Populacja
Gryzoń nie jest pospolity, ale zamieszkuje duży obszar i nie stwierdzono spadku jego liczebności. Jest uznawany za gatunek najmniejszej troski. Na obszarach występowania smużki dońskiej zachodzą niekorzystne dla niej zmiany, skutkujące utratą sprzyjającego środowiska, ale nie stanowią one obecnie zagrożenia dla gatunku.